# Alex Band
Alexander Max (Alex) Band (Los Angeles, 8 juni 1981) is een Amerikaans soloartiest, die echter vooral bekend werd als lid van rockband The Calling met de hit "Wherever You Will Go", die hoog genoteerd stond in verschillende top 40-lijsten.
Als soloartiest had hij in 2004 een top 10-hit met "Why Don't You & I". Band creëerde in 2008 zijn eigen platenlabel en bracht daaronder een ep met daarop vijf titels, Alex Band EP.
- Bibliothèque nationale de France: cb15003776r (data)
- Gemeinsame Normdatei: 135263646
- International Standard Name Identifier: 0000 0000 8361 9503
- Library of Congress Control Number: no2007145485
- MusicBrainz: b7b1d45e-40c7-4693-a754-86ef7b51c9ae
- Virtual International Authority File: 19473031
- WorldCat: E39PBJwmVGCxt7v3trRfRqr8YP